# Portland Hempstalk Festival

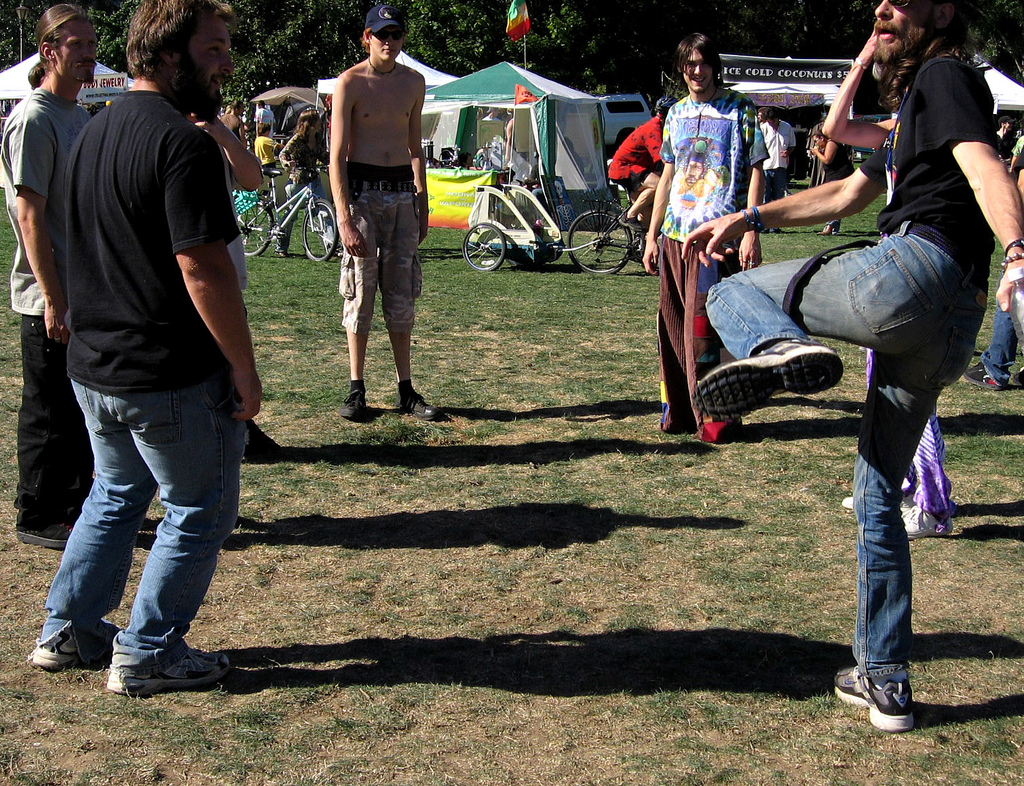
Besucher auf dem Hempstalk (2007)

Das Portland Hempstalk Festival ist ein jährliches Festival in Portland, Oregon, USA. Das seit 2005 ausgetragene Festival findet am Wochenende nach Labor Day statt und soll für die Legalisierung von Cannabis und Cannabisprodukten werben. Neben Essensständen und Livemusik gibt es auch Infostände.
In den ersten Jahren des Bestehens kamen bis zu 20.000 Besucher, in den letzten bis zu 40.000. Da trotz gegenteiliger Aufforderungen der Veranstalter Cannabis auf dem Festival konsumiert wurde, musste das Festival über die Jahre mehrfach innerhalb der Stadt umziehen, da es keine neue Erlaubnis bekam, im selben Park ein zweites Mal veranstaltet zu werden. Zu den Rednern auf dem Festival gehörten beispielsweise John Trudell, Vertreter der National Organization for the Reform of Marijuana Laws und der Hanfaktivist Jack Herer. Das Festival 2009 wurde davon überschattet, dass letzterer 2009 einen Herzinfarkt im Backstagebereich erlitt.